# Bahadir et Sona
Bahadir et Sona est un roman écrit par Nariman Narimanov et publié en 1896.
Bahadır et Sona est considéré comme l'un des premiers romans azerbaïdjanais.

## Résumé
L'histoire met en scène le rapprochement amoureux entre le jeune Bahadır (azerbaïdjanais) et la belle Sona (arménienne). « Les pérégrinations du couple naissant révèlent leurs différences culturelles. Ces points de divergence poussent Bahadir et Sona à établir une critique factuelle des travers de la société dont ils sont chacun issus ».

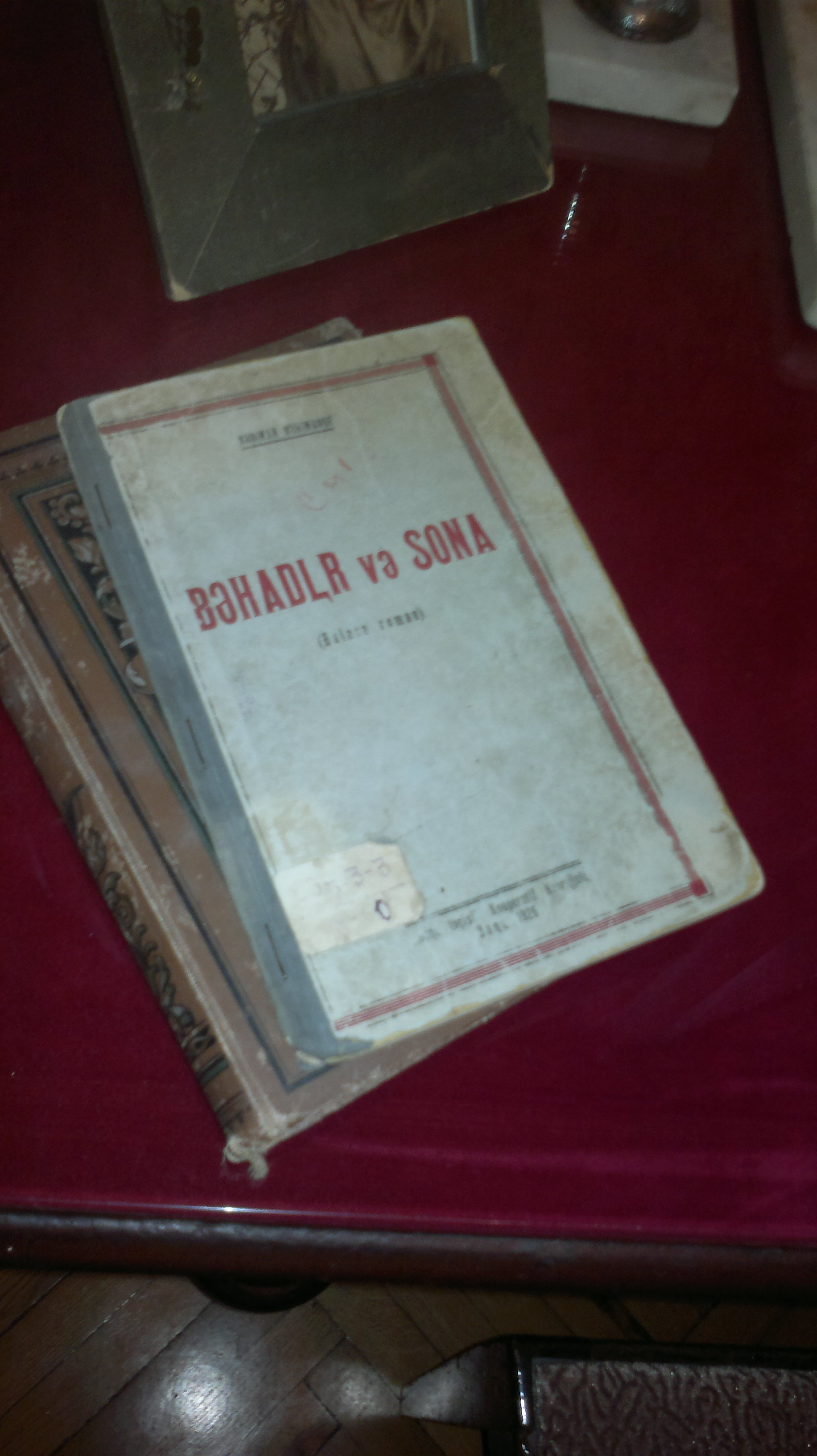
Le livre exposé à la maison musée de Nariman Narimanov

## Éditions

### En français
Le Roman est paru aux Éditions Kapaz en 2018. Cette édition est préfacée par Jean-Emmanuel Medina.